# Bouzonville-aux-Bois
Bouzonville-aux-Bois é uma comuna francesa na região administrativa do Centro, no departamento Loiret. Estende-se por uma área de 7,46 km². Em 2010 a comuna tinha 434 habitantes (densidade: 58,2 hab./km²).